# Messier 65
Messier 65 sau M65 este o galaxie spirală.

## Imagini

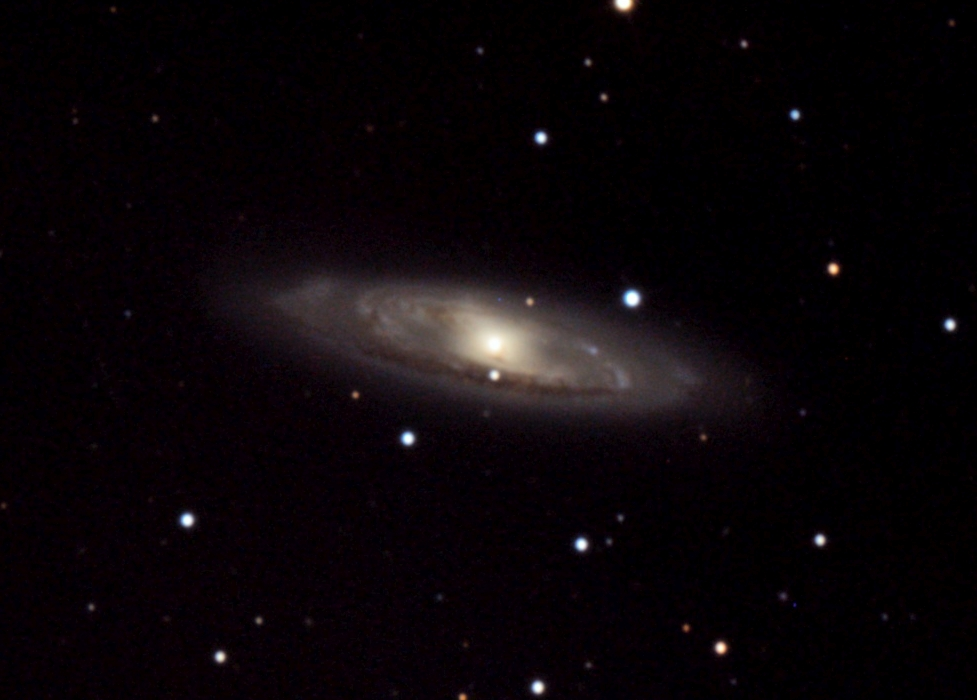
Galaxia M65, fotografiată cu echipament pentru amatori